# Dawn Patrol
Albums de Night Ranger
Midnight Madness
(1983)
Singles
Dawn Patrol est le premier album du groupe Night Ranger publié en novembre 1982 et produit par Pat Glasser. Le titre Don't Tell me you Love me a été le premier hit-single du groupe en atteignant la quarantième place du Billboard Hot 100 le 15 janvier 1983, suivi par Sing me away classé à la cinquantre quatrième place du Billboard Hot 100 le 9 avril 1983.

## Titres
- "Don't Tell Me You Love Me" (Jack Blades) - 4:19
- "Sing Me Away" (Kelly Keagy & Jack Blades) - 4:09
- "At Night She Sleeps" (Kelly Keagy & Jack Blades) - 4:08
- "Call My Name" (Jack Blades) - 3:42
- "Eddie's Comin' Out Tonight" (Jack Blades) - 4:26
- "Can't Find Me A Thrill" (Jack Blades) - 3:19
- "Young Girl In Love" (Kelly Keagy & Jack Blades) - 3:32
- "Play Rough" (Jack Blades) - 4:14
- "Penny" (Jack Blades) - 3:47
- "Night Ranger" (Jack Blades) - 4:22

## Musiciens
- Jack Blades : basse, chant
- Jeff Watson : guitare
- Brad Gillis : guitare
- Alan Fitzgerald : claviers
- Kelly Keagy : batterie, chant